# Dallas Wings 2018
La stagione 2018 delle Dallas Wings fu la 21ª nella WNBA per la franchigia.
Le Dallas Wings arrivarono quinte nella Western Conference con un record di 15-19. Nei play-off persero al primo turno con le Phoenix Mercury (1-0).

## Roster
| N° | Naz.                   | Ruolo | Sportivo          | Anno | Alt. | Peso |
| -- | ---------------------- | ----- | ----------------- | ---- | ---- | ---- |
| 2  | Stati Uniti (bandiera) | G     | Tayler Hill       | 1990 | 175  | 66   |
| 3  | Stati Uniti (bandiera) | G     | Kaela Davis       | 1995 | 188  | 77   |
| 4  | Stati Uniti (bandiera) | G     | Skylar Diggins    | 1990 | 175  | 66   |
| 6  | Stati Uniti (bandiera) | A     | Kayla Thornton    | 1992 | 185  | 86   |
| 8  | Australia (bandiera)   | C     | Liz Cambage       | 1991 | 203  | 98   |
| 10 | Spagna (bandiera)      | G     | Leticia Romero    | 1995 | 173  | 62   |
| 11 | Stati Uniti (bandiera) | A     | Teana Muldrow     | 1995 | 185  | 84   |
| 12 | Stati Uniti (bandiera) | G     | Saniya Chong      | 1994 | 173  | 64   |
| 13 | Stati Uniti (bandiera) | GA    | Karima Christmas  | 1989 | 183  | 82   |
| 15 | Stati Uniti (bandiera) | G     | Allisha Gray      | 1992 | 185  | 76   |
| 22 | Australia (bandiera)   | C     | Cayla Francis     | 1989 | 193  | 87   |
| 22 | Stati Uniti (bandiera) | C     | Breanna Lewis     | 1994 | 196  | 93   |
| 23 | Stati Uniti (bandiera) | A     | Aerial Powers     | 1994 | 183  | 71   |
| 25 | Stati Uniti (bandiera) | A     | Glory Johnson     | 1990 | 191  | 77   |
| 30 | Stati Uniti (bandiera) | AC    | Azurá Stevens     | 1996 | 198  | 82   |
| 33 | Stati Uniti (bandiera) | G     | Maggie Lucas      | 1991 | 178  | 72   |
| 55 | Stati Uniti (bandiera) | A     | Theresa Plaisance | 1992 | 196  | 91   |

## Staff tecnico
- Allenatori: Fred Williams (14-17) (fino al 12 agosto)[1], Taj McWilliams (1-2)
- Vice-allenatori: Taj McWilliams (fino al 12 agosto), Erin Phillips
- Preparatore atletico: Allison Russell